# Beffia
Beffia är en kommun i departementet Jura i regionen Bourgogne-Franche-Comté i östra Frankrike. Kommunen ligger i kantonen Orgelet som tillhör arrondissementet Lons-le-Saunier. År 2022 hade Beffia 83 invånare.

## Befolkningsutveckling
Antalet invånare i kommunen Beffia
Referens:INSEE